# Lucie Ranvier-Chartier

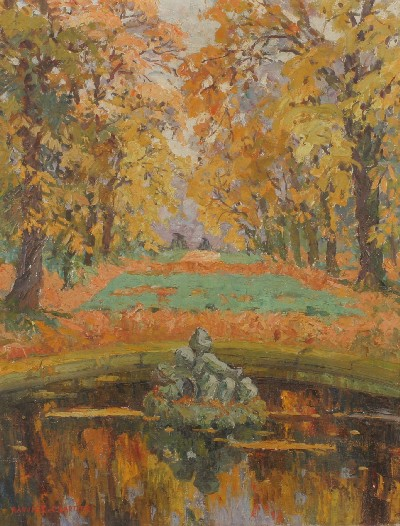
Allée à Versailles, huile sur toile 50 x 65 cm exposée au salon de l'Union des Femmes Peintres et Sculpteurs.

Lucie Ranvier-Chartier, née Lucie Louise Henriette Chartier à Paris 8e le 16 juillet 1867, et morte à Boulogne-Billancourt le 6 novembre 1932, est une artiste peintre française.

## Biographie
Lucie Ranvier-Chartier est la fille d'Aimé Chartier et d'Isabelle Simon. Elle épousera Paul Ranvier, un architecte mesureur, à Boulogne-Billancourt.
À l'académie Julian, elle suit les cours de Marcel Baschet et de Paul Thomas. Elle est également élève de Madame Thoret. Elle obtient en 1906 un premier prix pour une affiche sur la Tunisie, où elle va séjourner. En 1911, elle est sociétaire du Salon des artistes français. En 1918, son mari meurt. 

De 1922 à 1931, elle exerce son métier de peintre au Maroc. Elle expose au Salon des Artistes Français en 1927 Les bains de Diane et Les Marmousets : deux représentations du Parc du Château de Versailles.

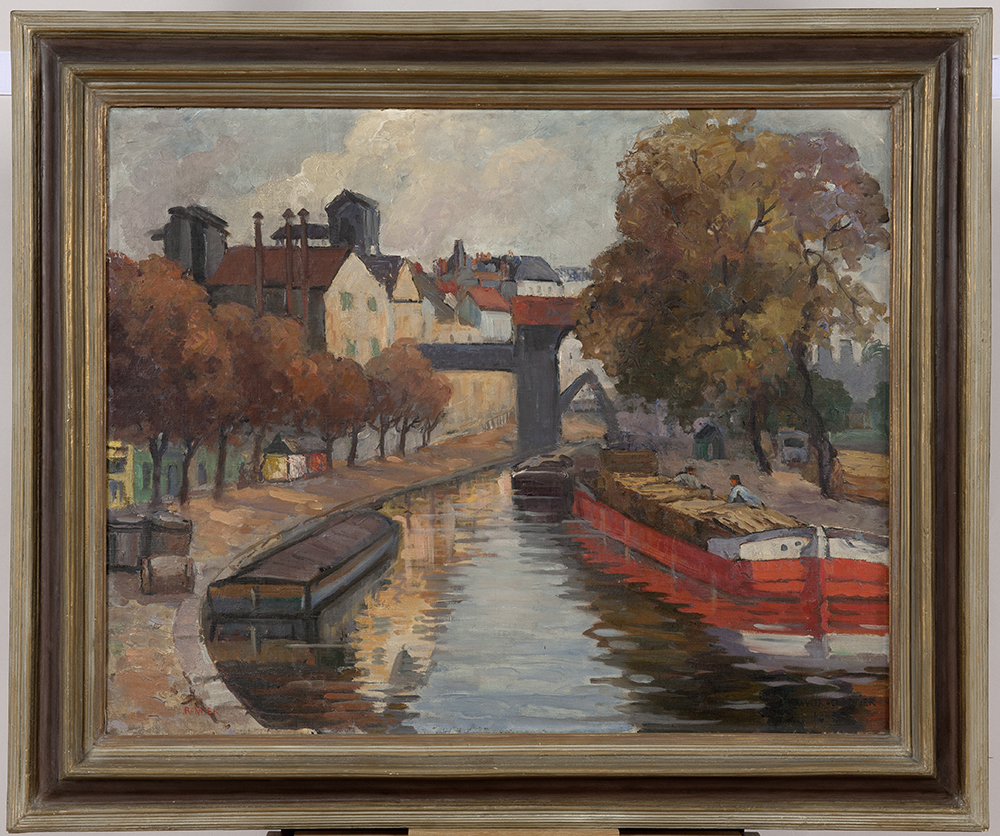
La péniche rouge (Nantes) Lucie Ranvier-Chartier

## Expositions personnelles
- Rétrospective, 50ème salon des Femmes peintres et sculpteurs, Grand Palais, du 13 février au 11 mars 1932[7]
- Exposition à la galerie Mosser, 45 rue Saint-Dizier à Nancy, février 1930
- Exposition à la galerie Moyon-Avenard,  3-7 passage pommeraye  à Nantes, du 1er au 15 décembre 1927
- Exposition, 7 rue de Lisbonne, Paris, du 26 avril au 08 mai 1926[8]

## Prix et distinctions
- Elle obtient le prix Léonie-Dusseuil en 1925, le 2ème Prix de l'Union en 1930 et le 1er Prix de l'Union des femmes peintres et sculpteurs en 1932[4].